# Quirin Rackl
Quirin Florian Rackl (* 14. Februar 2006) ist ein deutscher Fußballspieler.

## Karriere
Rackl begann seine Karriere beim TSV Petting. Zur Saison 2017/18 wechselte er nach Österreich in die Jugend des FC Red Bull Salzburg. Bei den Salzburgern rückte er dann auch 2020/21 in die Akademie auf, in der er fortan sämtliche Altersstufen durchlief.
Im Mai 2024 gab er für das Farmteam FC Liefering sein Debüt in der 2. Liga, als er am 27. Spieltag der Saison 2023/24 gegen den First Vienna FC in der 78. Minute für Matteo Schablas eingewechselt wurde.